# RS-287
La RS-265 est une route locale de l'État du Rio Grande do Sul. Elle relie la municipalité de Montenegro à celle de Santa Maria et est longue de 232 km. 
En 2020, la gestion du tronçon Tabaí — Santa Maria est accordée à un consortium privé pour une période de 30 ans.